# 王子の本命は悪役令嬢
『王子の本命は悪役令嬢』（おうじのほんめいはあくやくれいじょう）はRe:mimuによる日本の漫画作品。『転生初夜からむさぼりエッチ〜王子の本命は悪役令嬢』のタイトルで2020年6月22日よりComicFestaほかにて連載されており、単行本では上記のタイトルで発売。

## あらすじ
主人公は、自分の好きな乙女ゲーム「星降る★恋のアストロラーベ」の世界に、悪役令嬢・ディアナとして転生してしまう。本来はヒロインであるクリスと結ばれるはずの王子・シリウスが自分にアプローチしていることに気づき、シリウスに嫌われるためディアナは色仕掛けを行う。しかし、ゲームと違いシリウスはディアナを愛しているようで、シナリオがバッドエンドになるのではないかと考えたディアナは困惑する。

## 登場人物
声はオンエア版 / プレミアム版の声優。
ディアナ・ディアフェル
声 - 関根明良 / 春原りんね
元の世界から転生した悪役令嬢。
シリウス・イヴェール
声 - 高塚智人 / 猿飛総司
イヴェール王国の王子。ディアナの婚約者。
クリス
声 - 渋谷彩乃 / 雨木実柑
ゲームの主人公である正ヒロイン。
下僕
声 - 木田裕
ディアナの従者で、本名不明。
アニメでの本編初登場は第2話からだが、それ以前にはオンエア版のEXカットやYouTube配信版での規制として先行登場した。
スピカ・ディアフェル
声 - 仲村宗悟 / 深川緑
ヒロインの攻略対象キャラで、ディアナの従兄弟。
アニメでの本編初登場は第4話からだが、それ以前にはオンエア版のEXカットやYouTube配信版での規制として先行登場した。
ミルザム
声 - 松岡洋平
シリウスの従者。

## 書誌情報
- Re:mimu 『王子の本命は悪役令嬢』 彗星社〈Clair TL comics〉、既刊5巻（2025年3月18日現在）
  1. 2021年7月18日発売[3]、ISBN 978-4-434-28821-0
  2. 2022年4月18日発売[4][5]、ISBN 978-4-434-29934-6 / ISBN 978-4-434-29943-8（特装版）
  3. 2023年4月18日発売[6]、ISBN 978-4-434-31540-4
  4. 2024年3月18日発売[7]、ISBN 978-4-434-33180-0
  5. 2025年3月18日発売[8]、ISBN 978-4-434-35060-3

## テレビアニメ
2022年1月10日から3月14日までTOKYO MX、BS11にて放送された。AnimeFestaでは、年齢制限のあるプレミアム版が独占配信される。
放送2週間前の同時間帯には「新番組『王子の本命は悪役令嬢』特番〜シリウス王子の重大発表 with 初出し映像！」を放送したほか、3話の翌週と6話の翌週にはそれぞれ3.5話・6.5話となる番外編「高塚智人ルート①」および「②」を放送。

### スタッフ
- 原作 - Re:mimu[2]
- 企画・プロデュース - 瀬川章子
- 監督・コンテ - 騎日月[2]
- 脚本 - 黒崎エーヨ[2]
- キャラクターデザイン - 吉川真一[2]
- 色彩設計 - わしみ[2]
- 美術設定 - 上垣裕起子[2]
- 美術監督 - 前塚太一[2]
- 撮影監督 - 板倉あゆみ、簡佳瑩[2]
- 編集 - 安田ナツキ[2]
- 音響監督 - 西山寛基[2]
- 音響制作 - スタジオマウス[2]
- プロデューサー - 渡部加奈
- アニメーションプロデューサー - スパイシー三郎
- アニメーション制作 - studio HōKIBOSHI[2]
- 製作 - 彗星社[2]

### 主題歌
「アストロラーベを狂わせて」
シリウス・イヴェール（オンエア版 - 高塚智人 / プレミアム版 - 猿飛総司)による主題歌。作詞・作曲・編曲は柊莉⾳、監修は小林達矢。

### 各話リスト
| 話数 | サブタイトル                     | 演出       | 作画監督                              | 総作画監督          | 初放送日       |
| ---- | -------------------------------- | ---------- | ------------------------------------- | ------------------- | -------------- |
| 1話  | 推しの王子と18禁ルート突入!?     | 騎日月     | 大飛龍狂一 櫻井拓郎 中山大志 利根川渡 | 吉川真一            | 2022年 1月10日 |
| 2話  | なぜ？王子は悪役令嬢を諦めない！ | 騎日月     | 山村俊了                              | 吉川真一            | 1月17日        |
| 3話  | 王子が悪役令嬢を好きなワケ       | 千葉茂     | 千葉茂                                | 吉川真一            | 1月24日        |
| 4話  | 新攻略キャラと秘密の任務！       | 千葉茂     | 千葉茂                                | 吉川真一            | 2月7日         |
| 5話  | 悪役令嬢を本当に好きで、愛してる | 騎日月     | 大飛龍狂一 櫻井拓郎                   | あべふうこ 三沢聖矢 | 2月14日        |
| 6話  | これは、非正規ルートの交わり     | 騎日月     | 山村俊了                              | あべふうこ          | 2月21日        |
| 7話  | 真のバッドエンドの条件は…？      | 清水三太郎 | 大飛龍狂一 櫻井拓郎 香揺木宏夢        | 西田美弥子          | 3月7日         |
| 8話  | 未来はまだ、決まってなんかいない | 清水三太郎 | 西田美弥子 石川慎亮 服部憲知          | 西田美弥子          | 3月14日        |

### 放送局
| 放送期間                | 放送時間                     | 放送局   | 対象地域 | 備考                  |
| ----------------------- | ---------------------------- | -------- | -------- | --------------------- |
| 2022年1月10日 - 3月14日 | 月曜 1:00 - 1:05（日曜深夜） | TOKYO MX | 東京都   |                       |
|                         |                              | BS11     | 日本全域 | BS放送 / 『ANIME+』枠 |

インターネットではYouTube、ニコニコ動画、dアニメストア、U-NEXT、アニメ放題、ビデオマーケットにて月曜1時にオンエア版が配信され、AnimeFestaでは年齢制限のあるプレミアム版も含めて先行配信される。